# Movimento Salvador Vai de Bike

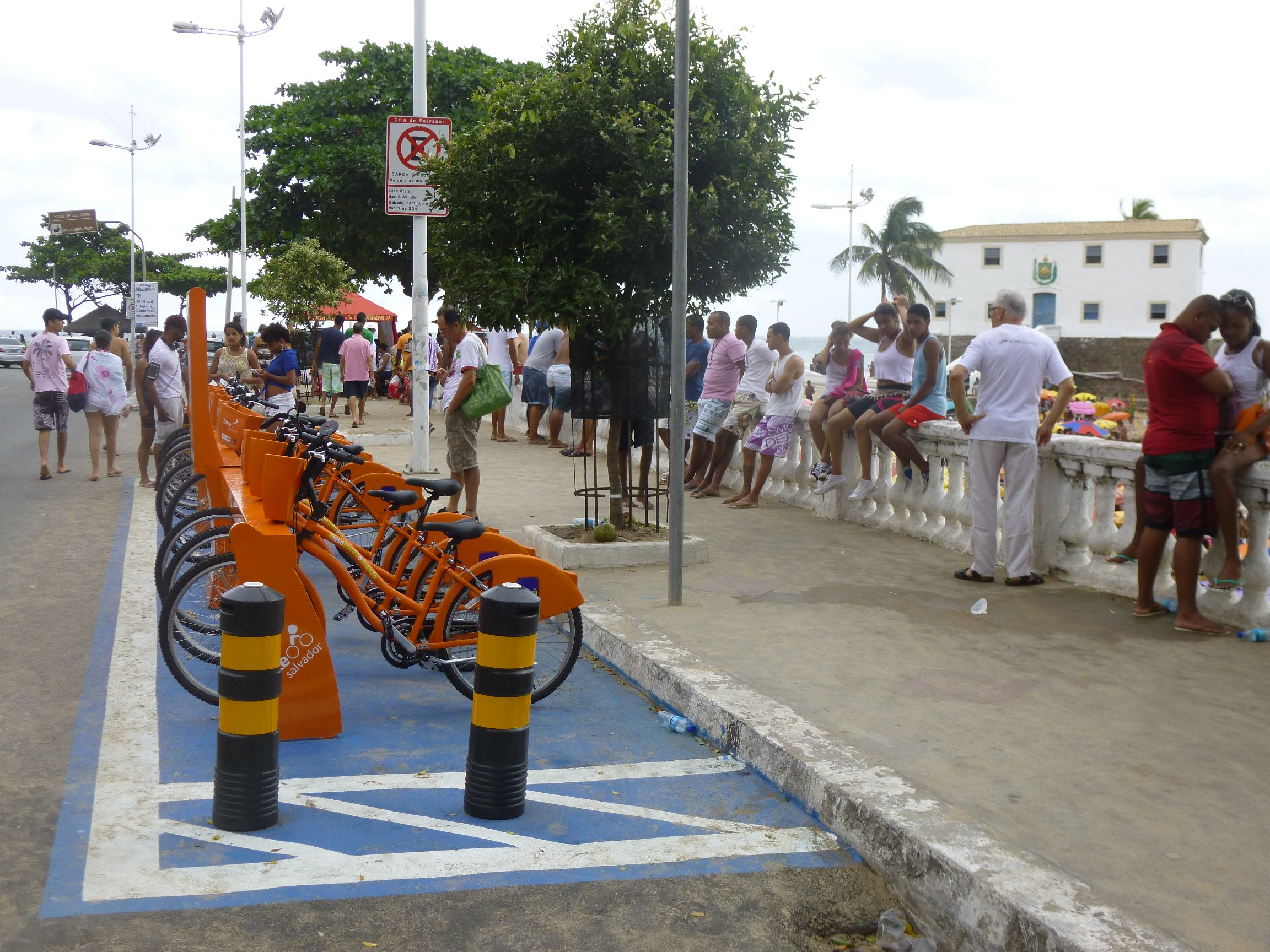
Estação de aluguel de bicicletas do Porto da Barra, uma das primeiras ações do programa.

O Movimento Salvador Vai de Bike (MSVB) é um programa de governo da Prefeitura de Salvador voltado ao transporte cicloviário na cidade. Foi lançado durante o governo de Antônio Carlos Magalhães Neto, em 22 de setembro de 2013. O programa consiste nos eixos estratégicos do Bike Salvador e de implantação de ciclofaixas e outros equipamentos de infraestrutura para esse modal aliados à promoção do uso das bicicletas e estímulos para o setores econômicos relacionados.
Dentre ações do programa, está a integração intermodal entre o transporte cicloviário e os ascensores (planos inclinados e Elevador Lacerda) e a Travessia Marítima Plataforma-Ribeira, instituída em 2014. Tais modais permitem o tráfego de bicicletas ao lado dos passageiros pedestres.

## Serviços de bicicletas compartilhadas

### Bike Salvador

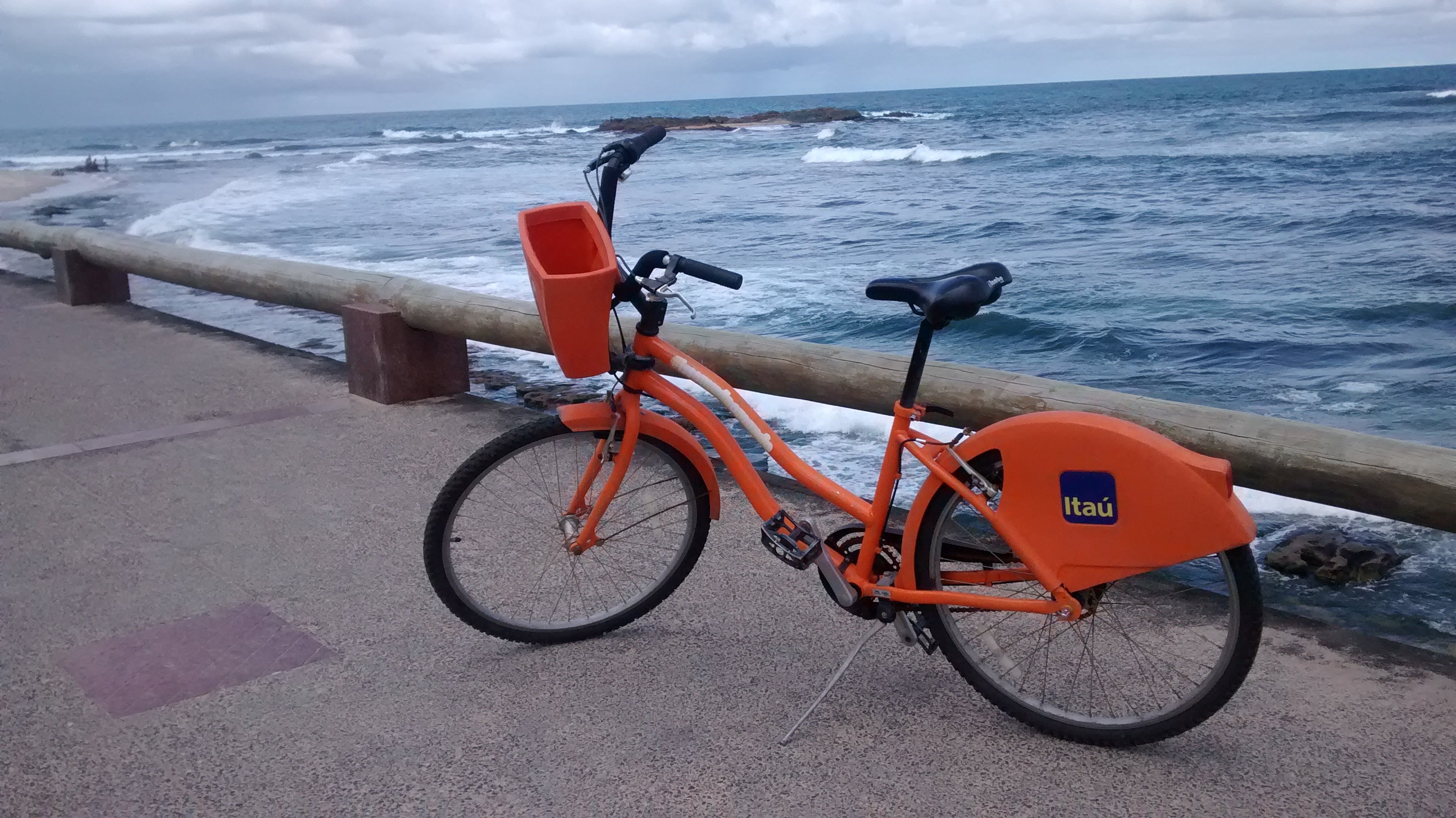
Bicicleta do sistema.

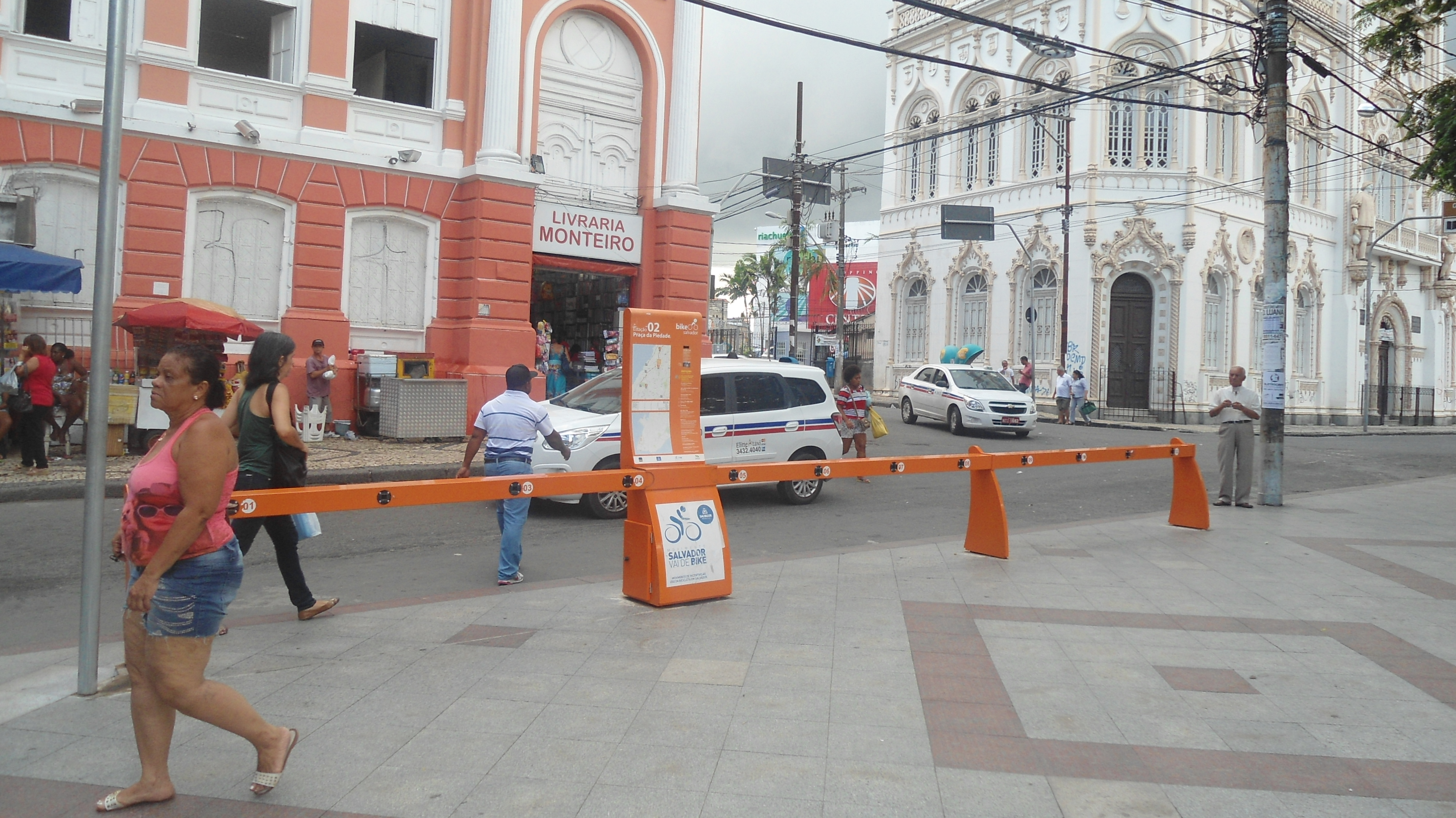
Estação 02, na Praça da Piedade.

Parte do programa, Bike Salvador é um sistema de compartilhamento de bicicletas implantado em Salvador. Teve início no dia 22 de setembro de 2013, o Dia Mundial sem Carro, como uma parceria da Prefeitura de Salvador com o Banco Itaú, e operado pela concessionária Serttel. O sistema foi lançado com a pretensão de disponibilizar 400 bicicletas distribuídas igualmente entre 40 estações.
As bicicletas estão disponíveis todos os dias da semana, de 6:00 às 22:00. Para usar o sistema compartilhado, é preciso preencher um cadastro pela internet utilizando cartão de crédito e pagar a anuidade de dez reais. Não precisará pagar nenhum valor adicional desde que não ultrapasse 40 minutos ininterruptos de uso e espere intervalo mínimo de 15 minutos para o uso de uma segunda bicicleta pelo mesmo usuário. Caso contrário, são cinco reais a cada meia hora estendida.
Há estações na Praça Castro Alves, Praça da Piedade, Largo do Campo Grande, Porto da Barra e Jardim Apipema (instaladas em 22 de setembro de 2013), Avenida Centenário, Corredor da Vitória, Praça Bahia Sol, Parque Cruz Aguiar, Largo da Mariquita, Amaralina, Rua Ceará, Praça Marconi, Praça Nossa Senhora da Luz, Parque Costa Azul, Praia de Jardim de Alah, Praia do Corsário, Praia de Patamares, Avenida Pinto de Aguiar e Praça do Imbuí (instaladas em 3 de novembro de 2013), Rua dos Colibris, Praia de Jaguaribe, Praia de Placafor, Universidade Baiana, Solar Boa Vista, Largo Campo da Pólvora, Praia da Boa Viagem, Baixa do Bonfim e Largo de Roma (instaladas em 18-19 de janeiro de 2014), Praça Divina, Largo do Papagaio, Estação Calçada, Bahia Marina e fim de linha de Brotas (instaladas em 23 de fevereiro de 2014), Ferry-Boat, Terminal da França, Porto dos Tainheiros, Largo da Ribeira e Praça Conselheiro Almeida Couto (instaladas em 11 de março de 2014); e Barra (instaladas em 22 de agosto de 2014).

### Ciclo velo-táxi
Em adição às bicicletas comuns no programa, em julho de 2014 entraram em fase de testes o serviço de táxi em triciclos do tipo ciclo-riquixás. Restrito inicialmente ao Centro Histórico, entre a Praça Tomé de Sousa e o Pelourinho, os veículos foram fabricados na França pela Cycle'ONE, parceira do então Escritório Municipal da Copa (Ecopa) na iniciativa.

### Bike Comunidade
O Bike Comunidade encontra-se em planejamento e, tal qual o Bike Salvador, será implantado em parceria com o Banco Itaú. No entanto, desta vez, os bairros mais periféricos serão as áreas-alvo para o projeto que pretende instalar estações gratuitas, geridas em associação com organizações de bairro, cujos bicicletários têm disponibilidade para 45 vagas, das quais 14 livres e 31 ocupadas com bicicletas utilitárias de três tipos (27 com garupa e cesta frontal, 3 para transporte de cargas pesadas e 1 triciclo para cadeirantes), além de área de convivência, banheiro, oficina pequena e sala de administração.

## Sistema viário
Como parte do programa, está a ação sobre o sistema viário para bicicletas, a implantação e recuperação de ciclofaixas. Nesse sentido, destacam-se as ciclofaixas sazonais de lazer e turismo, instaladas aos domingos e feriados, que constituem os chamados Circuitos Ciclo Culturais. Em relação às vias fixas, foi projetada a construção de 350 quilômetros de ciclovias na cidade até o fim de 2016.
Foram implantadas ou sinalizadas ciclofaixas permanentes no Corredor da Vitória/Largo do Campo Grande, Rótula do Aeroporto/Stella Maris e Largo de Roma/Ribeira.  Outra na Rua Thomás Gonzaga, em Pernambués, está sendo feita. Da mesma forma, mais tarde, foram feitas ciclofaixas em Alphaville (2,3 quilômetros em canteiro central) e no bambuzal para o Aeroporto (2,6 quilômetros em dois sentidos); dez dias antes, foram inauguradas outras duas na Cidade Baixa: na avenida Luiz Tarquínio e na rua da Imperatriz.
As ciclorrotas foram instituídas na cidade em setembro de 2015. Foram anunciados 60 quilômetros dessas vias bicicletáveis a serem implementadas ainda naquele ano pela Transalvador, declarando já haver projetos para os bairros do Itaigara, da Pituba, de Itapuã e da Graça. As primeiras ciclorrotas foram em ruas dos dois primeiros bairros citados. Ao todo são 23 quilômetros de vias compartilhadas com prioridade aos ciclistas em funcionamento integral (24 horas por dia e nos sete dias da semana). As primeiras ruas a terem a sinalização das ciclorrotas pintadas foram: Rua dos Maçons; Rua Engenheiro Adhemar Fontes; Rua Aristides Fraga Lima; Rua Ana Beatriz Mascarenhas; Rua Anthenor Tupinambá; Rua Miguel Navarro y Canizares; Rua Carlos Paraguassu de Sá; Rua Juscelino Kubitschek; Rua Marechal Andrea; Rua Almirante Ernesto Melo Junior; Rua Artur de Sá Menezes; Rua dos Radialistas; Travessa Marechal Andrea; Travessa Sargento Astrolábio; Rua Wanderley Pinho; Rua Plínio Almeida; Rua Urbino Viana; e Rua Yitzhak Rabin.

### Circuitos CicloCulturais

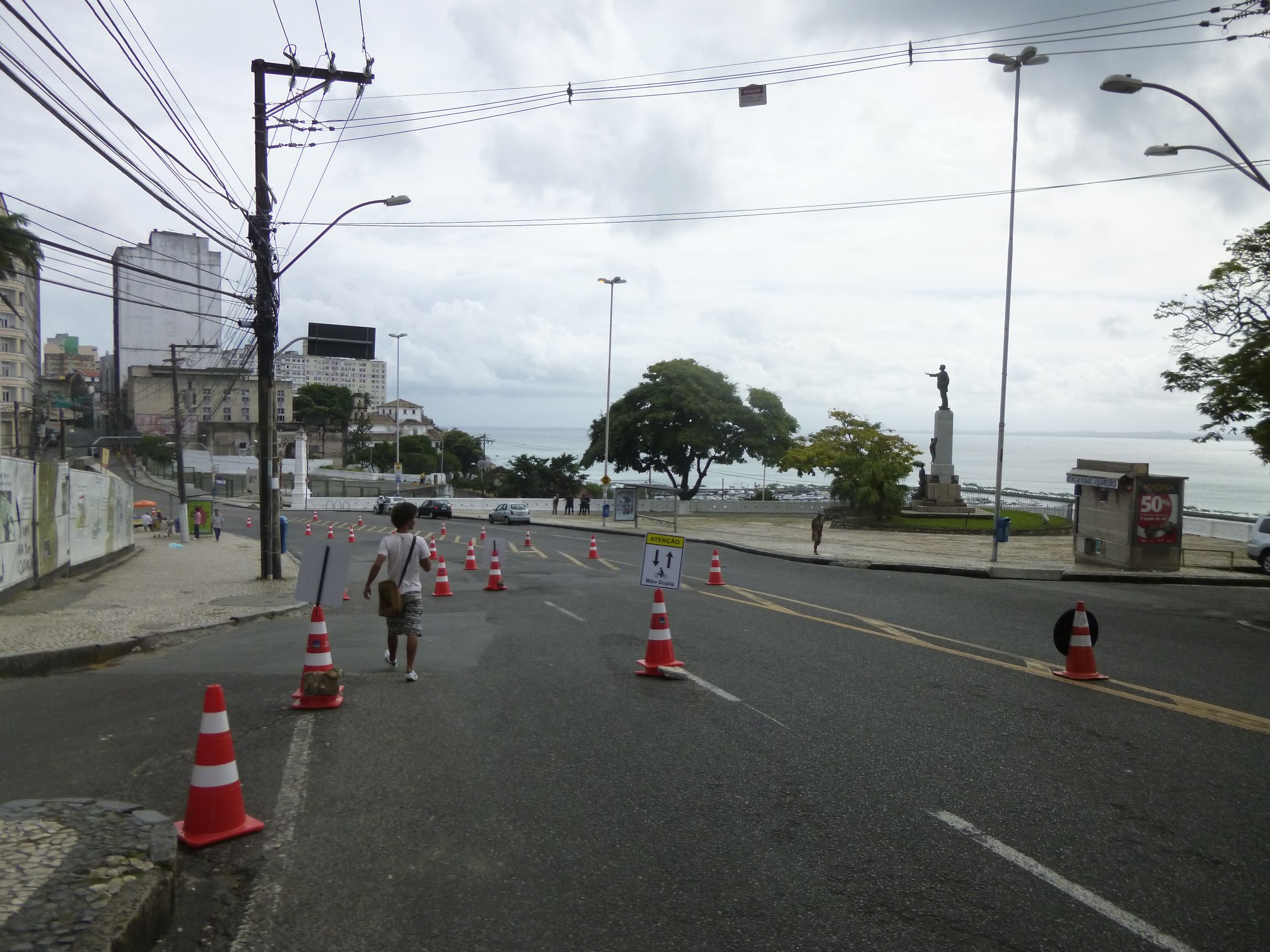
Sinalização da Ciclofaixa Campo Grande-Centro Histórico na Praça Castro Alves.

O programa implantou três ciclofaixas sazonais, as quais mais tarde tiveram seus pontos turísticos e históricos próximos mapeados e daí foram montados os Circuitos CicloCulturais. Ao todo, foram identificados 45 pontos ao longo dos somados 9,2 quilômetros das três ciclofaixas. Panfletos sobre os circuitos começaram a ser distribuídos em junho de 2014. Em comemoração aos dois anos do Movimento Salvador Vai de Bike, em outubro de 2015 dois dos circuitos foram estendidos e totalizam 12, 1 quilômetros de ciclofaixas, bem como horário de funcionamento acrescido em uma hora, das 07:00 até as 17:00, quando antes se encerrava às 16:00.
A ciclofaixa do Campo Grande ao Centro Histórico foi a primeira implantada pelo programa. Ela funciona dos domingos e feriados das 7:00 às 16:00. Ao longo da Avenida Sete, há três estações do Bike Salvador em funcionamento: na Praça Castro Alves, na Praça da Piedade e na Praça do Campo Grande. A ciclofaixa foi uma das ampliadas em outubro de 2015 e passa a ir até o Largo da Vitória, para além do Largo do Campo Grande.
O segundo trecho de ciclofaixas foi implantado no feriado de Finados no Comércio, desde a Avenida Contorno ao Porto de Salvador, passando pela Praça Cairu. Essa ciclofaixa ainda aparece na página eletrônica do MSVB, mas não é relatada entre as "atuais" de ciclofaixas da cidades nas últimas notícias.
A terceira ciclofaixa foi aberta em 15 de dezembro de 2013. É a ciclofaixa desde o Parque da Cidade à orla da Pituba, com o mesmo período de funcionamento das outras duas. Essa ciclofaixa também foi ampliada e alcança a Avenida Professor Magalhães Neto passando por toda Avenida Paulo VI.
Com o fim da reforma da orla da Barra, uma ciclovia especial de lazer e turismo foi estabelecida em 2 de julho de 2014. Por 2,3 quilômetros de extensão, ao longo da Avenida Oceânica, vai desde o centro comercial Barra Center, na Barra, até a Praça Bahia Sol, onde há estação de compartilhamento, no bairro de Ondina. O funcionamento especial dessa ciclofaixa deve-se ao trecho da Campo Grande-Centro Histórico estar ocupado pelo Desfile do Dois de Julho.
Os dois primeiros circuitos encontram-se bem próximos, o primeiro na Cidade Alta e o segundo na Baixa. Dessa forma, projetou-se a conexão das duas ciclofaixas a partir do Elevador Lacerda, após sua reforma e pleno funcionamento das quatro cabines. O acesso com bicicletas foi aos domingos liberado em maio de 2014 e sem cobrança da tarifa de 15 centavos de real do ascensor.

## Equipamentos
O programa governamental iniciou a instalação de equipamentos para o transporte cicloviário na cidade, como o Bike Pit Stop e bicicletários.
O Bike Pit Stop é uma iniciativa de implantar mini-oficinas para bicicletas em diversos pontos da cidade, novamente em parceria com o Banco Itaú. Lançado em julho de 2015, começou com a instalação de dois equipamentos: um na rua Dias D’Ávila, na Barra, próximo a uma base da guarda municipal, e outro ao lado do Quartel da Aeronáutica, em Ondina. As mini-oficinas são totens com oito ferramentas (chaves de roda, de fenda, inglesa e sextavada, entre outras) presas por cabos de aço e um calibrador de pneus. Funcionam gratuitamente e 24 horas por dia para pequenos reparos e ajustes em bicicletas. A Secretaria de Manutenção (Seman) irá instalar outros 38 totens pela cidade até o fim de 2015.
 Em comemoração aos dois anos do MSVB, o lançamento de bicicletário ao lado do Farol da Barra foi anunciado para 3 de outubro de 2015. Chamado de Estação Bike Farol da Barra, o equipamento é um contêiner marítimo de 15 metros de comprimento transformado em um conjunto de paraciclos com 44 vagas em dois andares. Ele foi desenvolvido pela empresa Compartibike, a mesma que irá operá-lo, e financiado também pela parceria entre o Banco Itaú e a prefeitura soteropolitana. O funcionamento é entre 06:00 e 00:00 com possibilidade de pernoite de até 72 horas e a necessidade de cadastramento no local para utilizar o bicicletário. O segundo equipamento fixo do tipo foi instalado na Ribeira, junto à requalificação desse trecho da orla soteropolitana, e inaugurado em 18 de dezembro de 2015. Localiza-se na praça Dodô e Osmar, próximo ao Terminal Marítimo e ao fim de linha do bairro.

## Passeios ciclísticos
Virada Ciclística Salvador Vai de Bike 24h
Parte das comemorações dos 466 anos da cidade, o programa lançou a primeira Virada Ciclística Salvador Vai de Bike 24h, em parceria com a Saltur e a Federação Baiana de Ciclismo (FBC). A Avenida Professor Magalhães Neto ficou restrita ao evento, das 9:00 do sábado (28 de março) às 10:00 do domingo de aniversário (29 de março), com participação dos esportistas Alberto Lopes, triatleta campeão nacional, e Cristiane Duque, ciclista tricampeã estadual e campeã regional. A virada objetivou lembrar a ciclofaixa existente destinada ao treino competitivo entre 4 e 6 horas da manhã. Parte do Festival da Cidade, o evento foi prolongado em mais uma hora devido aos pedidos dos participantes, completando 25 horas de duração e 3.200 quilômetros pedalados pelos 30 atletas oficiais participantes.